# Helga Masthoffová

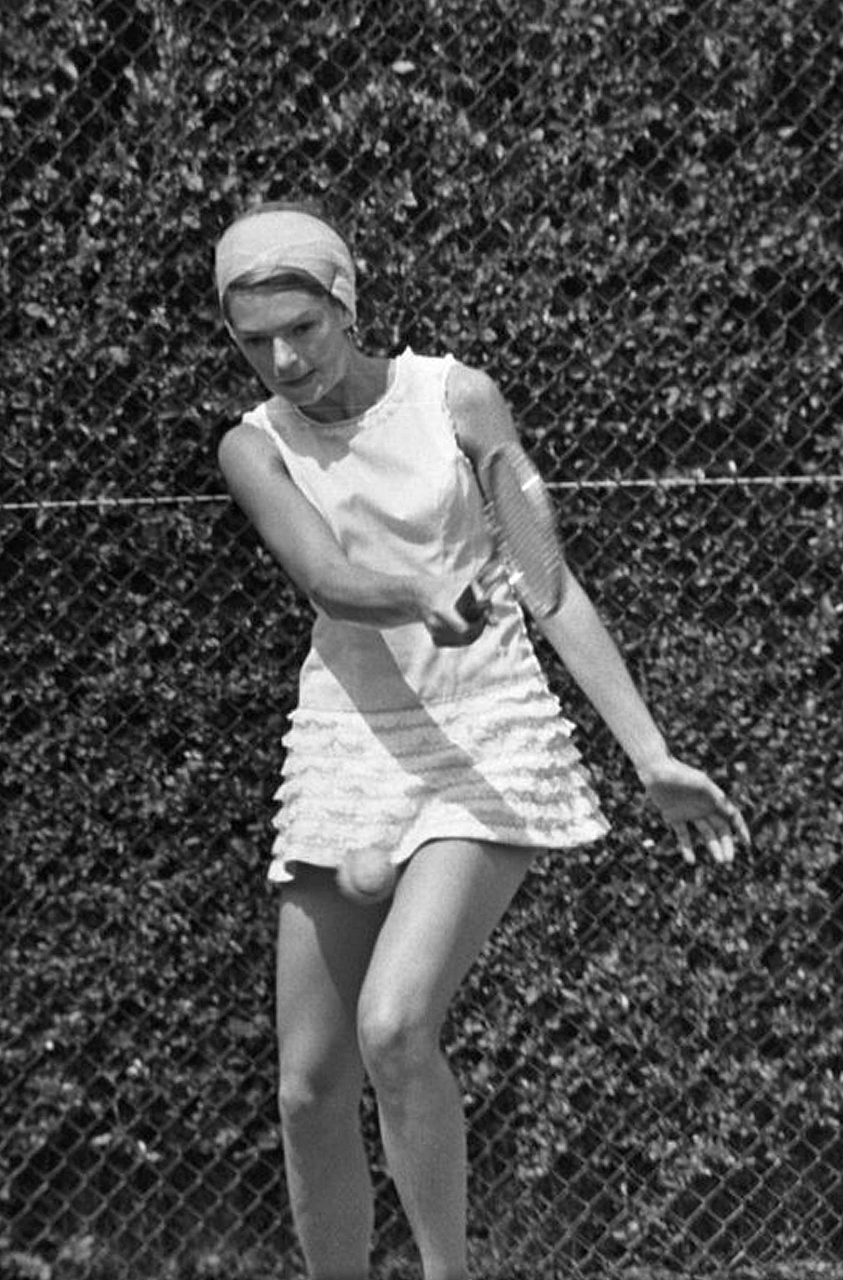
Helga Niessenová na Dutch Open 1970 v Hilversumu

Helga Masthoffová (rozená Niessenová, * 11. listopadu 1941 Essen) je bývalá západoněmecká tenistka a držitelka několika rekordů německého fedcupového družstva. Ve své kariéře vyhrála dvanáct singlových a osm deblových turnajů. Ve světovém žebříčku byla ve dvouhře nejvýše hodnocena v roce 1970, na 6. místě.
Na Letních olympijských hrách 1968 v Mexico City, kde se tenis objevil poprvé od roku 1924 v roli ukázkového sportu, vyhrála turnaj v ženské dvouhře, spolu s Eddou Budingovou také v ženské čtyřhře a po boku Jürgena Faßbendera vybojovala stříbrnou medaili ze smíšené čtyřhry.
Představovala nejúspěšnější hráčku Spolkové republiky Německo do nástupu éry Steffi Grafové. Přes horší pohyblivost a menší razanci základních úderů přehrávala soupeřky minimem chyb. Vysoký vzrůst znamenal velký dosah na dvorci.

## Pohár federace
V západoněmeckém týmu Poháru federace debutovala v roce 1965 utkáním 1. kola Světové skupiny proti Itálii, v němž skrečovala dvouhru a jediný bod Němek uhrála s Orthovou ve čtyřhře. V Poháru federace 1966 a 1970 se s družstvem probojovala do finále, z nichž vždy odešlo Německo poraženo. Poslední zápas odehrála ve čtvrtfinále Světové skupiny 1977 proti Austrálii. V soutěži nastoupila ke třiceti třem mezistátním utkáním s bilancí 23–10 ve dvouhře a 15–8 ve čtyřhře.
V rámci německého týmu je držitelkou nejvyššího počtu odehraných mezistátních střetnutí (33), celkového počtu vítězných zápasů (38) i výher ve čtyřhře (15). Celkově se zúčastnila jedenácti ročníků.

## Tenisová kariéra
Na nejvyšší grandslamové úrovni si zahrála finále na French Open 1970, v němž nestačila na favorizovanou Australanku Margaret Courtovou. Spolu s Kathy Harterovou se o titul opět utkala v ženském deblu French Open 1976, kde dvojici přehrála Francouzka Gail Sherriffová Loverová se zástupkyní uruguayského tenisu Fiorellou Bonicelliovou ve třech sadách. Na svém dominantním povrchu – antuce, se navíc probojovala do semifinále Roland Garros v letech 1972 a 1974.
V letech 1972–1974 dosáhla na tři tituly z German Open bez přerušení, když v posledním případě zdolala ve finále československou hráčku Martinu Navrátilovou. Jako poražená finalistka dohrála v ročníku 1971, když nestačila na Američanku Billie Jean Kingovou.
Bud Collins ji zařadil do první světové desítky v letech 1970, 1971 a 1973.
Mistrovství SRN
- německá mistryně v ženské dvouhře: 1965, 1966, 1968, 1969, 1971, 1972, 1975–1978
- německá mistryně v ženské čtyřhře: 1968, 1970–1974 (spoluhráčka Heide Orthová), 1975–1979 (Katja Ebbinghausová)
- německá mistryně ve smíšené čtyřhře: 1964 (spoluhráč Sanders), 1969–1972 (Hans-Jürgen Pohmann)

## Finále na Grand Slamu

### Ženská dvouhra: 1 (0–1)
| Stav       | rok  | turnaj      | povrch | soupeřka ve finále | výsledek |
| ---------- | ---- | ----------- | ------ | ------------------ | -------- |
| Finalistka | 1970 | French Open | antuka | Margaret Courtová  | 2–6, 4–6 |

### Ženská čtyřhra: 1 (0–1)
| Stav       | rok  | turnaj      | povrch | spoluhráčka     | soupeřky ve finále                    | výsledek      |
| ---------- | ---- | ----------- | ------ | --------------- | ------------------------------------- | ------------- |
| Finalistka | 1976 | French Open | antuka | Kathy Harterová | Gail Sheriffová Fiorella Bonicelliová | 4–6, 6–1, 3–6 |

## Tituly

### Dvouhra (12)
| Č.  | datum             | turnaj                          | povrch | soupeřka ve finále    | výsledek      |
| --- | ----------------- | ------------------------------- | ------ | --------------------- | ------------- |
| 1.  | 14. října 1968    | LOH – Guadalajara, Mexiko       | antuka | Peaches Bartkowiczová | 6–4, 6–3      |
| 2.  | srpen 1970        | Kitzbühel, Rakousko             | antuka | Evonne Goolagongová   | 7–5, 6–3      |
| 3.  | 5. července 1971  | Båstad, Švédsko                 | antuka | Ingrid Lofdahlová     | 4–6, 6–1, 6–3 |
| 4.  | 26. července 1971 | Benátky, Itálie                 | antuka | Rosie Casalsová       | 3–6, 6–4, 6–3 |
| 5.  | 5. června 1972    | Hamburk, Německo                | antuka | Linda Tuerová         | 6–3, 3–6, 8–6 |
| 6.  | 11. června 1973   | Hamburk, Německo                | antuka | Pat Pretoriusová      | 6–4, 6–1      |
| 7.  | 9. července 1973  | Düsseldorf, Německo             | antuka | Evonne Goolagongová   | 6–4, 6–4      |
| 8.  | 20. května 1974   | Hamburk, Německo                | antuka | Martina Navrátilová   | 6–4, 5–7, 6–3 |
| 9.  | 7. října 1974     | Madrid, Španělsko               | antuka | Tine Zwaanová         | 6–2, 6–4      |
| 10. | 8. prosince 1975  | Perth, Austrálie                | tráva  | Lesley Turnerová      | 6–2, 3–6, 6–4 |
| 11. | 12. dubna 1976    | Monte-Carlo, Monako             | antuka | Fiorella Bonicelliová | 6–4, 6–2      |
| 12. | 10. května 1976   | Bournemouth, Spojené království | antuka | Sue Barkerová         | 5–7, 6–3, 6–2 |

### Čtyřhra (8)
| Č. | datum              | turnaj                    | povrch | spoluhráčka            | soupeřky ve finále                     | výsledek      |
| -- | ------------------ | ------------------------- | ------ | ---------------------- | -------------------------------------- | ------------- |
| 1. | 14. října 1968     | LOH – Guadalajara, Mexiko | antuka | Edda Budingová         | Rosie Darmonová Julie Heldmanová       | 6–3, 6–4      |
| 2. | 3. května 1971     | Řím, Itálie               | antuka | Virginia Wadeová       | Lesley Turnerová Helen Gourlayová      | 5–7, 6–2, 6–2 |
| 3. | 5. července 1971   | Båstad, Švédsko           | antuka | Heide Schildeknechtová | Ana María Ariasová Linda Tuerová       | 6–2, 6–1      |
| 4. | 5. června 1972     | Hamburk, Německo          | antuka | Heide Schildeknechtová | Wendy Overtonová Valerie Ziegenfussová | 6–3, 2–6, 6–0 |
| 5. | 27. listopadu 1972 | Buenos Aires, Argentina   | antuka | Pam Teeguardenová      | Ana María Ariasová Virginia Wadeová    | 7–5, 6–2      |
| 6. | 11. června 1973    | Hamburk, Německo          | antuka | Heide Schildeknechtová | Kristien Kemmerová Laura Rossouwová    | 6-1, 6-2      |
| 7. | 18. listopadu 1974 | Buenos Aires, Argentina   | antuka | Katja Ebbinghausová    | Beatriz Araujová Raquel Giscafréová    | 6–0, 6–1      |
| 8. | 12. dubna 1976     | Monte-Carlo, Monako       | antuka | Katja Ebbinghausová    | Rosie Darmonová Gail Sherriffová       | 6–3, 7–5      |

## Chronologie dvouhry na Grand Slamu
| Turnaj          | 1963    | 1964    | 1965    | 1966    | 1967  | 1968    | 1969  | 1970  | 1971    | 1972    | 1973  | 1974  | 1975    | 1976  | 1977    | 1978  | Celkové SR |
| --------------- | ------- | ------- | ------- | ------- | ----- | ------- | ----- | ----- | ------- | ------- | ----- | ----- | ------- | ----- | ------- | ----- | ---------- |
| Australian Open | A       | A       | 1. kolo | A       | A     | A       | A     | A     | A       | A       | A     | A     | A       | ČF    | A / A   | A     | 0 / 2      |
| French Open     | A       | 2. kolo | 1. kolo | 2. kolo | A     | A       | A     | F     | 1. kolo | SF      | ČF    | SF    | 2. kolo | ČF    | 3. kolo | ČF    | 0 / 12     |
| Wimbledon       | 2. kolo | 3. kolo | 2. kolo | 1. kolo | A     | 2. kolo | A     | ČF    | 3. kolo | 2. kolo | A     | ČF    | A       | A     | 2. kolo | A     | 0 / 10     |
| US Open         | 2. kolo | A       | A       | A       | A     | A       | A     | A     | A       | A       | SF    | A     | A       | A     | A       | A     | 0 / 2      |
| SR              | 0 / 2   | 0 / 2   | 0 / 3   | 0 / 2   | 0 / 0 | 0 / 1   | 0 / 0 | 0 / 2 | 0 / 2   | 0 / 2   | 0 / 2 | 0 / 2 | 0 / 1   | 0 / 2 | 0 / 2   | 0 / 1 | 0 / 26     |

| Legenda | Legenda                                   | Legenda | Legenda                     |
| ------- | ----------------------------------------- | ------- | --------------------------- |
| SR      | poměr vyhraných turnajů ku všem odehraným | W–L V–P | výhry–prohry                |
| NH      | daný rok se turnaj nekonal                | A       | turnaje se hráč nezúčastnil |
| 1Q / LQ | prohra v (kole) kvalifikace               | 1k / 1R | prohra v daném kole turnaje |
| QF / ČF | prohra ve čtvrtfinále                     | SF      | prohra v semifinále         |
| F       | prohra ve finále                          | Vítěz   | vítězství v turnaji         |